# Фогеле, Элиза
Элиза Фогеле (латыш. Elīza Fogele, нем. Elise Vogel; ур. Элиза Йоханна Калсинг (нем. Elise Johanna Kalsing), (26 июня 1895 — дата смерти неизвестна) — латвийская шахматистка из балтийских немцев. Победительница женского чемпионата Латвии по шахматам 1938 года.

## Биография
Точная дата рождения долгое время была неизвестна, но в немецкой газете «Rigasches Stadtblätter» сохранилось известие, что Элизу Йоханну Калсинг в конце июля 1895 года крестили в Домском соборе Риги. 19 апреля 1928 года вышла замуж за конторщика Иоганнеса (Яниса) Фогеля и приняла фамилию мужа.
В 1930-е годы Элиза успешно участвовала в первых женских чемпионатах Латвии по шахматам и других, в том числе мужских, шахматных турнирах. В 1937 году на первом женском чемпионате Латвии по шахматам разделила первое место с Милдой Лаубертей (обе участницы набрали по 8,5 очков из 9 возможных), но проиграла своей сопернице дополнительный матч за чемпионское звание с результатом 0:4. В 1938 году на втором женском чемпионате Латвии по шахматам разделила первое место с Эмилией Шмит и Мартой Круминей, но в дополнительном двухкруговом турнире в марте 1939 года одержала уверенную победу, набрав 3 очка из 4 возможных. В том же 1939 году стала победительницей женского турнира Латвийской Трудовой камеры (профсоюзный турнир) и в составе команды Союза немецких рабочих победила в командном турнире Латвийской Трудовой камеры, при этом была сильнейшей на своей, седьмой доске, в мужской конкуренции. В декабре 1939 года участвовала в классификационном турнире Шахматного союза Латвии, в котором, хотя и заняла предпоследнее место среди 12 участников (победил Янис Крузкопс), но сыграла вничью с латвийским шахматным мастером Карлисом Озолсом. Это был последний известный шахматный турнир Фогеле. 15 декабря 1939 года её муж в связи с этнической немецкой репатриацией в Германию был освобождён от латвийского гражданства. Вполне вероятно, что после этого семья Фогель в начале 1940 года покинула Латвию.
Во время Второй мировой войны имя Элизы Фогеле 30 декабря 1943 года в последний раз появилось в немецкой прессе в связи с кончиной её отца.